# Xenillus discrepans
Xenillus discrepans är en kvalsterart som beskrevs av Grandjean 1936. Xenillus discrepans ingår i släktet Xenillus och familjen Xenillidae.

## Underarter
Arten delas in i följande underarter:
- X. d. discrepans
- X. d. azorensis
- X. d. canariensis